# Lady en de Vagebond
Lady en de Vagebond (Engelse titel Lady and the Tramp) is een Amerikaanse animatiefilm uit 1955, geproduceerd door Walt Disney. Het is de vijftiende grote animatiefilm van Disney.

## Verhaal
Een pasgetrouwd echtpaar viert thuis Kerstmis. Jim, de man, schenkt de jonge Amerikaanse cockerspaniël Lady als kerstcadeau aan zijn vrouw. In de zes maanden erop is Lady het middelpunt van de aandacht in het huis. Tevens wordt ze vrienden met Jock en Snuffel, twee honden uit de buurt.
De dingen veranderen wanneer Jim en zijn vrouw hun eerste kind verwachten. Lady ontmoet nu ook een zwerfhond, die in de buurt enkel bekendstaat als Vagebond, ofwel "de zwerver". Hij voorspelt haar dat als de baby er eenmaal is, de hond voor het gezin niet meer belangrijk is. Vagebond lijkt gelijk te krijgen, daar Jim en zijn vrouw na de geboorte van hun kind duidelijk minder aandacht aan Lady schenken. 
Jim en zijn vrouw gaan met z'n tweeën enkele dagen weg. Saar, Jims oudere tante, komt in de tussentijd op de baby passen. Hoewel Saar dol is op haar nieuwe neefje, mag ze Lady totaal niet. Haar twee katten Si en Am maken het er ook niet makkelijker op. Wanneer Saar voor Lady een muilkorf wil kopen, gaat ze ervandoor. Al snel wordt ze opgejaagd door een groep zwerfhonden, maar Vagebond komt haar te hulp. Samen maken ze een rondje door de stad, waarbij Vagebond haar dingen bijbrengt over het leven op straat. De twee bezoeken onder meer een dierentuin, in de hoop dat een van de daar aanwezige dieren Lady van haar muilkorf kan verlossen (uiteindelijk lukt een bever dit). Vagebond nodigt Lady verder uit voor een etentje bij een Italiaans restaurant, waarvan hij de eigenaar persoonlijk blijkt te kennen. Ze hebben er 's avonds een romantisch diner, waarbij ze samen een bord spaghetti leegeten.
De volgende dag wordt Lady gevangen door de hondenvanger en belandt in het asiel. Hier ziet ze hoe een hond net wordt weggeleid om te worden afgemaakt. Van de andere daar aanwezige honden leert ze nu een heel andere kant van Vagebond kennen: hij blijkt al veel eerdere vriendinnen te hebben gehad, met wie hij steeds kortstondige affaires had. Omdat Lady een halsband met haar adres draagt, wordt ze opgehaald door Saar. Thuis wordt Lady aan de ketting gelegd in de tuin. 
Vagebond zoekt Lady op, maar hij is niet meer welkom; Lady is woedend op Vagebond nu ze zijn verleden kent. Ze zijn hun onderlinge ruzie echter abrupt weer vergeten wanneer een grote rat de slaapkamer van de baby binnendringt. De twee honden dringen het huis binnen en Vagebond kan de rat doden. Saar, die totaal niet snapt wat er aan de hand is, sluit Lady op in de kelder. Ook belt ze de hondenvanger om Vagebond op te halen, ze ziet hem aan voor een zwerfhond die de baby probeerde aan te vallen.
Net als de hondenvanger vertrekt, keren Jim en zijn vrouw terug. Als Lady hun de dode rat laat zien, wordt alles duidelijk. Jock en Snuffel zetten de achtervolging in en kunnen de wagen van de hondenvanger lang genoeg ophouden tot Jim en co arriveren met een taxi. Vagebond is dus net op tijd gered. Snuffel komt onder de gekantelde wagen van de hondenvanger terecht. Hij overleeft dit, maar breekt wel een poot.
De film eindigt wederom met Kerstmis. Vagebond is inmiddels geadopteerd door Jim en zijn vrouw. Lady en Vagebond hebben nu zelf vier puppy's: de drie teefjes Fifi, Lili en Mimi en het reutje Rakker.

## Rolverdeling
| Personage                                           | Engelstalige versie | Nederlandstalige 1e versie (1955)             | Nederlandstalige 2e versie (1989) |
| --------------------------------------------------- | ------------------- | --------------------------------------------- | --------------------------------- |
| Darling (Lieverd)                                   | Peggy Lee           | Mela Soesman (dialogen) Sonja Osterman (zang) | Anne Wil Blankers                 |
| Si / Am / Peg                                       | Peggy Lee           | Hetty Blok Henny Fontein Jenny Van Maerlant   | Nelleke Burg                      |
| Lady                                                | Barbara Luddy       | Nina Bergsma                                  | Angélique de Boer                 |
| Tramp (Vagebond)                                    | Larry Roberts       | Harry Bronk                                   | Johnny Kraaijkamp jr.             |
| Jock                                                | Bill Thompson       | Han König                                     | Henk Elsink                       |
| Bulldog in Pound / Policeman at Zoo / Dachsie / Joe | Bill Thompson       | Walter Smith                                  | Paul van Gorcum                   |
| Trusty (Snuffel)                                    | Bill Baucom         | Lo van Hensbergen                             | Peter Aryans                      |
| Beaver (Bever)                                      | Stan Freberg        | Wim Quint                                     | Paul van Gorcum                   |
| Aunt Sarah (Tante Saar)                             | Verna Felton        | Dolly Streletskie                             | Henny Orri                        |
| Boris                                               | Alan Reed           | Otto Sterman                                  | Arnold Gelderman                  |
| Tony                                                | George Givot        | Gé Smith                                      | Tom Meijer                        |
| Toughy / Professor / Pedro                          | Dal McKennon        |                                               |                                   |
| Jim Dear (Jim Schat)                                | Lee Millar          | Jan Borkus                                    | Bram van der Vlugt                |
| Dog Catcher                                         | Lee Millar          | Wim Povel                                     |                                   |

In de oorspronkelijke Nederlandse nasynchronisatie zijn de stemmen te horen van Jan Apon, Nina Bergsma, Hetty Blok, Harry Bronk, Henk Dorel, Henny Fontaine, Ans Heidendaal, Lo van Hensbergen, Lex Karsemeijer, Han Koning, Gerard van Krevelen, Jenny van Maerlant, Sonja Oosterman, Léon Povel, Bert Robbe, Mela Soesman, Gré Spierenburg en Otto Sterman.

### Vertaald door
- Jan Derk Beck en Harrie Geelen (liedjes)

### Originele versie
- Lady Barbary Luddy
- Tramp Larry Roberts
- Jock Bill Thompson
- Trusty Bill Baucom
- Aunt Sarah Verna Felton
- Joe George Givot
- Jim Dear Lee Millar
- Darling Peggy Lee
- Peg Peggy Lee
- Siamese cats Peggy Lee

### Nederlandse nasynchronisatie, 1955
- Lady Nina Bergsma
- Schelm Harry Bronk
- Jock Han König
- Snuffel Lo van Hensbergen
- Tante Saar Dorry Streletskie
- Tony Gé Smith
- Jim Jan Borkus
- Schatje Mela Soesman / Sonja Oosterman (zang)
- Peggy Jenny Van Maerlandt
- Siamese katten Hetty Blok en Henny Fontein

### Nederlandse nasynchronisatie, 1989
- Lady Angélique de Boer
- Vagebond Johnny Kraaijkamp jr.
- Jock Henk Elsink
- Snuffel Peter Aryans
- Tante Saar Henny Orri
- Tony Tom Meijer
- Jim Schat Bram van der Vlugt
- Lieverd Anne Wil Blankers
- Peggy Nelleke Burg
- Siamese tweeling Nelleke Burg

## Achtergrond
De film speelt zich vermoedelijk af omstreeks het jaar 1910, aangezien er nergens voor de tijd van de film zelf moderne uitvindingen te zien zijn (zoals radio of televisie). Ook de kleding van de mensen in de film komt hiermee overeen.
De filmplot is gebaseerd op een kort verhaal van Ward Greene getiteld "Happy Dan, The Cynical Dog". Joe Grant werkte dit verhaal uiteindelijk uit tot het scenario voor de film. Toen Disney besloot inderdaad een film te maken, gebaseerd op dit scenario, vroegen ze Greene om alvast een boekversie van het scenario te schrijven, zodat het publiek bekend zou zijn met het verhaal.
Tijdens productie onderging het scenario nog enkele veranderingen. Zo stond Vagebond (Tramp) eerst bekend als Homer, Rags en Bozo. Het personage tante Saar was in het oorspronkelijke scenario een stereotiepe bazige schoonmoeder. Nagenoeg de hele film speelt zich af vanuit het perspectief van de honden. De gezichten van de menselijke bijfiguren verschijnen slechts af en toe in beeld, vaak is alleen hun onderlichaam te zien.

## Prijzen en nominaties
- In 1956 was de film de eerste winnaar van de David di Donatello in de categorie beste buitenlandse productie.
- Eveneens in 1956 werd de film genomineerd voor een BAFTA Award in de categorie Best Animated Film. Uiteindelijk won de film de prijs niet.
- In 2006 werd de film genomineerd voor een Satellite Award in de categorie Best Youth Dvd. Ook deze prijs werd niet gewonnen.

## Vervolgfilms
- In 2001 kwam een vervolgfilm uit onder de naam Lady en de Vagebond II: Rakkers Avontuur.
- In november 2019 bracht Walt Disney Pictures een liveactionremake van de film uit, met dezelfde naam.

## Varia
- Opmerkelijk aan deze Disneyfilm is dat twee van de bijpersonages, Jock en Snuffel, die in de rest van de film geen erg belangrijke rol spelen, hier de echte helden zijn in de climax. In de meeste lange Disney-tekenfilms hebben de hoofdpersonages, of in ieder geval een van hen, aan het eind zelf de reddende rol.
- De film is daarnaast in zoverre atypisch ten opzichte van veel andere lange Disney-tekenfilms dat er geen duidelijke antagonist aanwezig is die aan het eind wordt verslagen en/of gedood; de zich ontwikkelende romance tussen de twee hoofdpersonages Lady en Vagebond staat voor alles centraal.[noten 2]
- In het oorspronkelijke script had de film een wat triester einde; Snuffel zou hier, bij het uit de handen van de hondenvanger redden van Vagebond, zelf zijn omgekomen toen de wagen op hem belandde. Walt Disney vond dit  echter te heftig voor in een kinderfilm, waarop men besloot om het scenario op dit punt aan te passen.[2]
- De namen Si en Am zijn een toespeling op "Siamezen". Tegelijk vormen ze samen het woord "Siam"; dit is de vroegere naam voor Thailand, waar ook de naam van het kattenras van is afgeleid.